# Zhu Menghui
Zhu Menghui (en chino: 朱梦惠; Yuhuan, 23 de marzo de 1999) es una deportista china que compite en natación.
Ganó una medalla de bronce en el Campeonato Mundial de Natación de 2017 y tres medallas en el Campeonato Mundial de Natación en Piscina Corta, en los años 2018 y 2021.
Participó en dos Juegos Olímpicos de Verano, ocupando el cuarto lugar en Río de Janeiro 2016 y el séptimo en Tokio 2020, en la prueba de 4 × 100 m libre.

## Palmarés internacional
| Campeonato Mundial                  | Campeonato Mundial | Campeonato Mundial | Campeonato Mundial      |
| Año                                 | Lugar              | Medalla            | Prueba                  |
| ----------------------------------- | ------------------ | ------------------ | ----------------------- |
| 2017                                | Budapest (Hungría) | Medalla de bronce  | 4 × 100 m estilos mixto |
| Campeonato Mundial en Piscina Corta |                    |                    |                         |
| Año                                 | Lugar              | Medalla            | Prueba                  |
| 2018                                | Hangzhou (China)   | Medalla de plata   | 4 × 100 m estilos       |
| 2018                                | Hangzhou (China)   | Medalla de bronce  | 4 × 100 m libre         |
| 2021                                | Abu Dabi (EAU)     | Medalla de bronce  | 4 × 200 m libre         |